# Какань (Кистанє)
Какань (хорв. Kakanj) — населений пункт у Хорватії, у Шибеницько-Книнській жупанії у складі громади Кистанє.

## Населення
Населення за даними перепису 2011 року становило 49 осіб.
Динаміка чисельності населення поселення: